# 4 Pułk Strzelców Pieszych

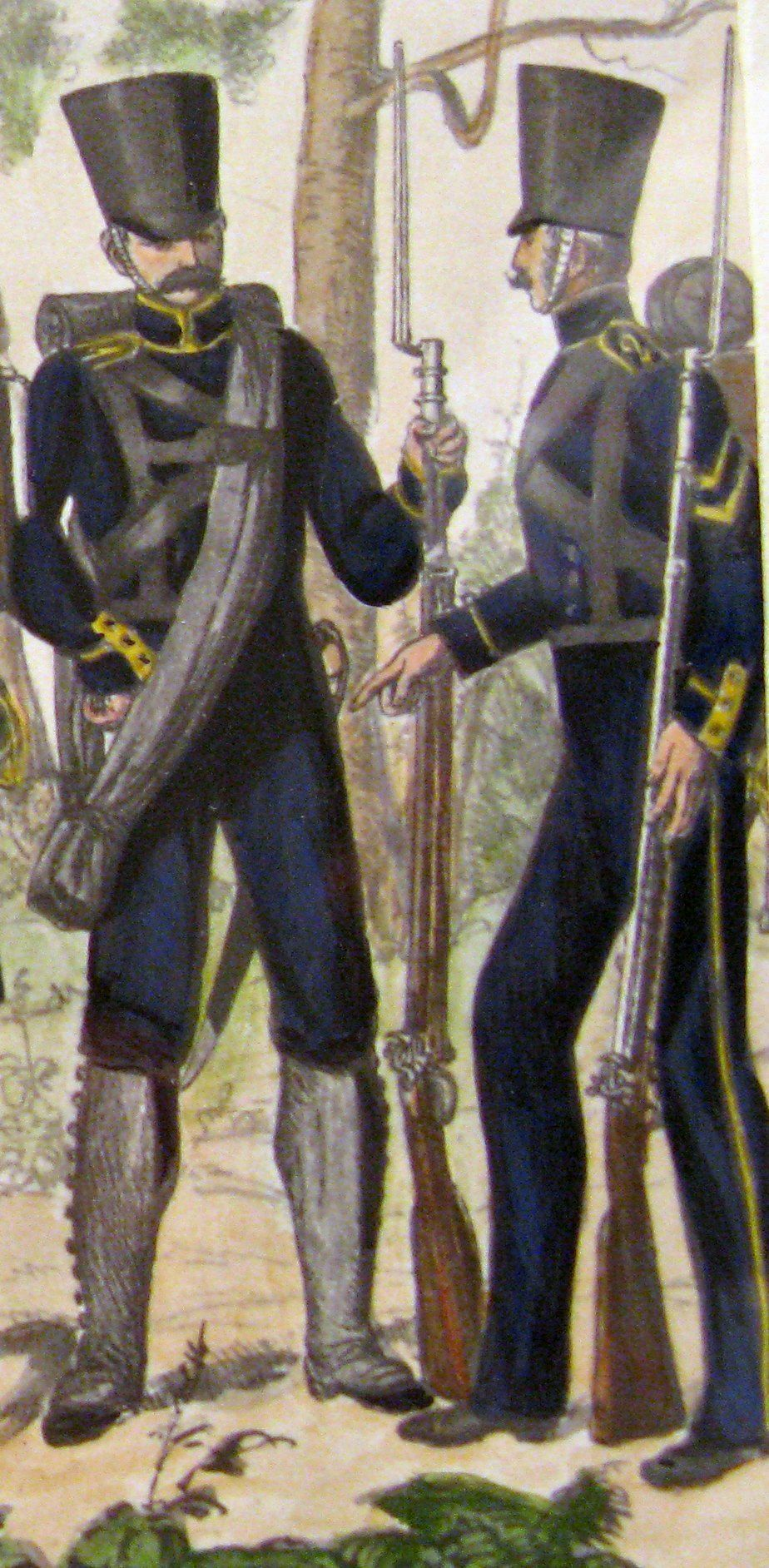
Żołnierze 3. i 4 Pułku Strzelców Pieszych

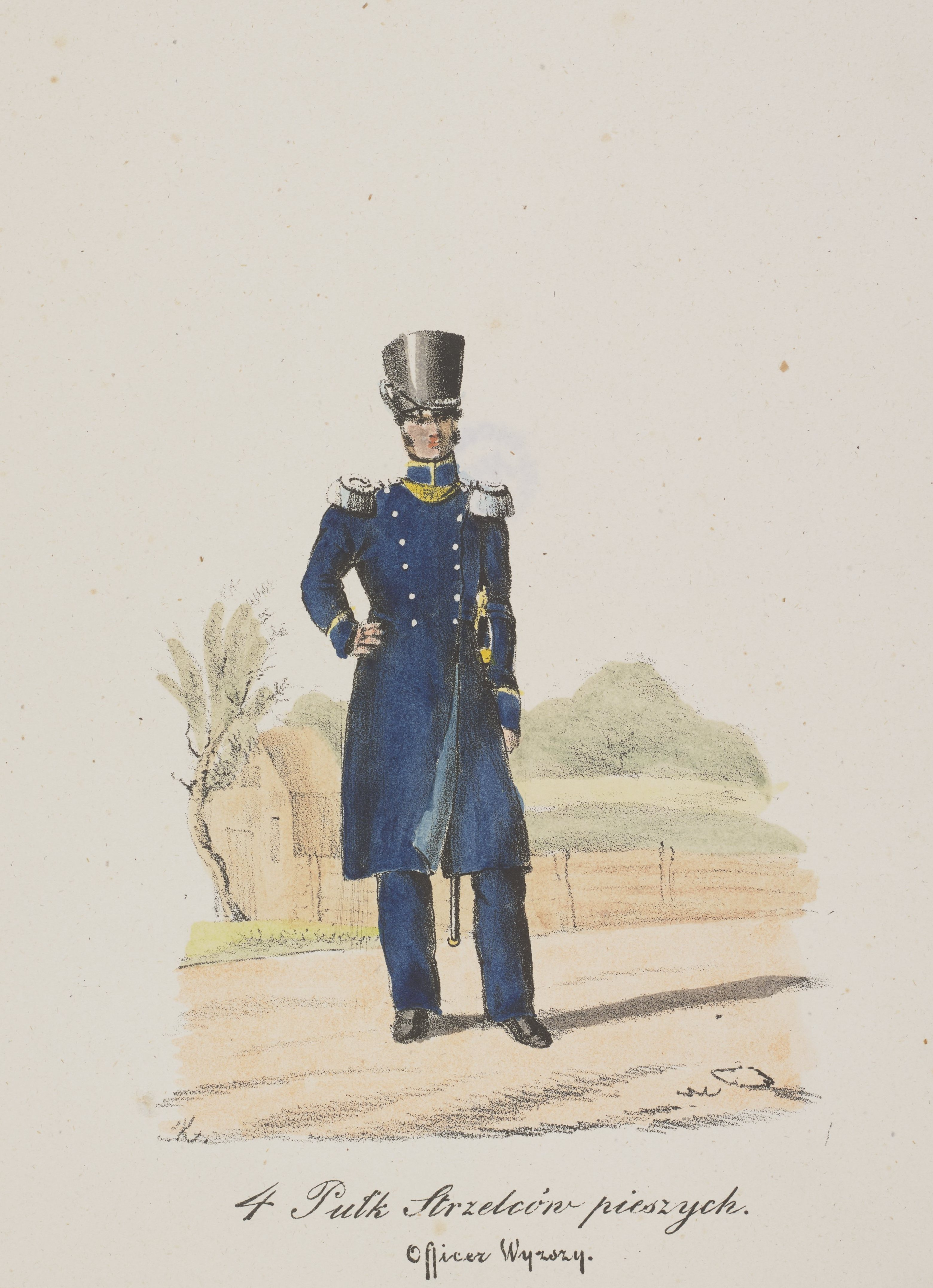
Oficer 4 Pułku Strzelców Pieszych na litografii Józefa Kondratowicza

4 Pułk Strzelców Pieszych – oddział piechoty Wojska Polskiego Królestwa Kongresowego.

## Formowanie i zmiany organizacyjne
Pułk został sformowany w 1815 roku. Pułk w okresie pokojowym składał się ze sztabu i dwóch batalionów po cztery kompanie, oraz związanych z batalionami dwoma kompaniami rezerwowymi. Stan kompanii wynosił 4–6 oficerów, 14–16 podoficerów i 184 szeregowych, stan batalionu 830 żołnierzy. Stan pułku: 5 oficerów starszych, 54–55 oficerów młodszych, 160 podoficerów, 72 muzyków, 1664–1676 szeregowych oraz 5 oficerów i 71–82 podoficerów i szeregowych niefrontowych. W sumie w pułku służyło około 2050 żołnierzy. W czasie wojny przewidywano rozwinięcie pułku do czterech batalionów po 8 kompanii każdy. W każdym batalionie etatu wojennego tworzono, na bazie jednej z nowo powstałych kompanii, kompanię wyborczą. Jednostka wchodziła w skład 3 Brygady 2 Dywizji Piechoty.
W 1830 roku stacjonował na terenie ówczesnego województwa lubelskiego: (sztab w Zamościu, I batalion w Skierbieszowie, II batalion w Grabowcu). Pełniło w nim wówczas służbę 59 oficerów, w tym jeden pułkownik, jeden podpułkownik, trzech majorów, trzynastu kapitanów, dwunastu poruczników i dwudziestu dziewięciu podporuczników oraz kapelan, audytor, lekarz sztabowy i dwóch lekarzy batalionowych, tworzący razem sztab niższy.
Po wybuchu powstania listopadowego zreorganizowano piechotę. Pułk wszedł w skład zreorganizowanej 2 Dywizji Piechoty. 26 kwietnia 1931 przeprowadzono kolejną reorganizacje piechoty armii głównej dzieląc ją na pięć dywizji. Pułk znalazł się w 1 Brygadzie 2 Dywizji Piechoty.

## Żołnierze pułku
Pułkiem dowodzili:
- płk Aleksander Oborski[8](4 lutego 1815)
- płk Józef Michałowski[8] (1817)
- płk Józef Zawadzki[8] (od 1818 z przerwą w latach 1819 i 1820 w których dowództwo pułku wakuje)
- płk Ignacy Zawidzki (od 1830, 18 lutego 1831 trafił do niewoli)
- ppłk Antoni Wroniecki (25 lutego 1831)
- ppłk Edward Maykowski (tymcz. dowódca od 28 lutego 1831)
- ppłk Stefan Piwecki (24 kwietnia 1831)
- ppłk Stanisław Brzeski (3 maja 1831)

## Walki pułku
Pułk brał udział w walkach w czasie powstania listopadowego.
Bitwy i potyczki:
- Janówek (18 lutego 1831)
- Wawer (19 lutego)
- Grochów (25 lutego)
- Uściług (5 marca)
- Kuflew (25 kwietnia)
- Mińsk (26 kwietnia)
- Rajgród (29 maja)
- Wilno (19 czerwca)
- Janów (26 czerwca)
- Szawle (8 lipca)
- Powendenie (10 lipca)

W 1831 roku, w czasie wojny z Rosją żołnierze pułku otrzymali 31 Krzyży Orderu Virtuti Militari (11 złotych i 20 srebrnych).

## Mundur
Żołnierze pułku nosili granatowe kurtki mundurowe z żółtymi wyłogami, kołnierzem i łapkami rękawów, z białymi guzikami. Na guzikach umieszczano numery pułku.
Kołnierz, wyłogi na piersiach i rękawach i polach granatowe z wypustką żółtą przy kurtce paradnej. Naramiennik granatowy z żółtą wypustką, numer 2 dywizji żółty.
Lejbiki granatowe z żółtą wypustką na kołnierzu i rękawach. Spodnie, sukienne granatowe z wypustką żółtą. Kołnierz od płaszcza granatowy z wypustką żółtą. Wszystkie pasy były czarno lakierowane. Na głowie furażerka granatowa z trzema żółtymi wypustkami.
Frak mundurowy oficerów z wyłogami granatowymi jak u żołnierzy. Kołnierz z żółtą wypustką i rękawy granatowe.
Codzienne szare spodnie z granatowymi lampasami i żółtą wypustką pośrodku.
Galony srebrne z żółtą wypustką.

## Chorągiew
Na tle granatowego krzyża kawalerskiego w czerwonym polu, w otoku z wieńca laurowego umieszczony był biały orzeł ze szponami dziobem i koroną złoconą
Pola między ramionami krzyża – granatowe przedzielone żółtą wypustką, a w rogach płata inicjały królewskie z koroną, otoczone wieńcami laurowymi. Chorągiew poświęcono 17 czerwca 1827 roku w obozie powązkowskim.